# 왕이 (축구 선수)
왕이(중국어: 王毅, 병음: Wáng Yì, 한자음: 왕의, 1998년 4월 15일~)는 이탈리아 출신 중화인민공화국의 축구 선수로 포지션은 오른쪽 풀백이다. 현재 중국 슈퍼 리그의 우한 싼전에서 활동하고 있다. 이탈리아어 이름은 데니 왕 이(이탈리아어: Denny Wang Yi)이며 2021년 이탈리아 시민권을 포기하고 중화인민공화국 시민권을 취득했다.

## 구단 경력
왕이는 2010년 유벤투스 FC 유소년팀에 입단하며 축구 선수 경력을 시작했고 2017년 세리에 D의 보르고세시아 칼초에서 프로 선수 경력을 시작했다. 그는 2018년 보르고세시아와의 계약이 만료되어 구단을 떠났고 선전 FC에서 개인훈련을 받는 동안 중화인민공화국 귀화를 추진했다.
2021년 3월 14일 왕이는 중화인민공화국 시민권을 취득했고 중국 슈퍼리그의 상하이 선화에 입단했다. 그는 10월 14일 상하이 선화가 쓰촨 민쭈 FC에 3대 0으로 승리한 중국 FA컵 경기에서 상하이 선화에 데뷔했고 12월 12일 상하이 선화가 칭다오 FC에 3대 0으로 승리한 리그전에서 슈퍼리그에 데뷔했다. 이후 2022년 12월 25일 상하이 선화가 베이징 궈안에 2대 1로 패배한 경기에서 상하이 선화 소속으로 첫 번째 득점을 기록했다.
2023년 4월 4일 왕이는 상하이 선화와의 계약을 연장하지 않고 우한 싼전으로 이적했다. 그는 4월 8일 2023년 중국 FA 슈퍼컵에서 우한 싼전 데뷔전을 가졌고 우한 싼전이 산둥 타이산에 2대 0으로 승리하며 중국 FA 슈퍼컵 우승을 달성했다.

## 수상 내역
우한 싼전
- 중국 FA 슈퍼컵: 2023[9]